# Montevallo (Alabama)
Montevallo – miasto w Stanach Zjednoczonych, w stanie Alabama, w hrabstwie Shelby. W roku 2023 miasto zamieszkiwało 7708 osób, a gęstość zaludnienia wynosiła 391,3 osoby/km².